# Tephritinae

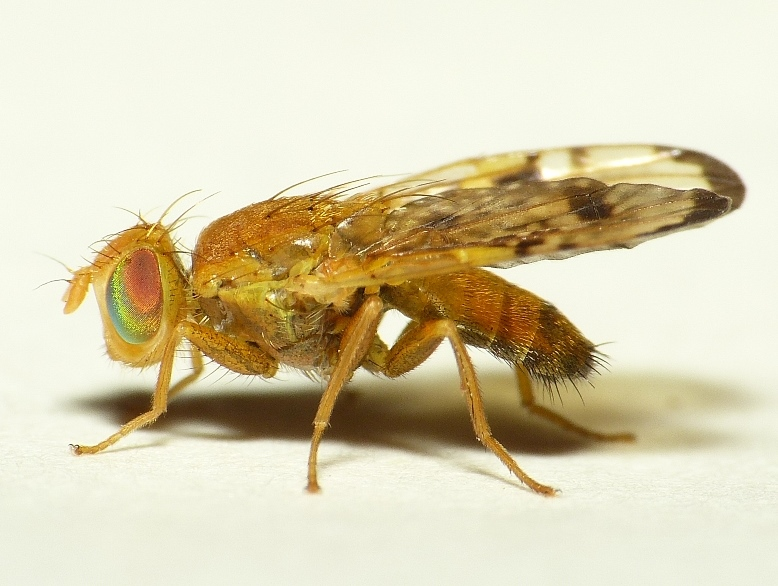
Xyphosia miliaria, самец

Tephritinae (лат.) — подсемейство мух-пестрокрылок (Tephritidae). Описано более 1800 видов, объединяемых примерно в более чем 200 родов.

## Распространение и палеонтология
Распространены на всех континентах, кроме Антарктиды. Распределение по зоогеографическим областям следующее: Неарктика — 262 вида (45 родов); Неотропика — 422 (49); Палеарктика — 537 (63); Афротропика — 466 (106); Ориентальная область — 170 (41); Австралия — 156 (37).
Большинство триб и родовых групп видов Tephritinae встречаются в или ограничены только одним или двумя соседними зоогеографическими регионами, такими как Палеарктика и Афротропика, Афротропика и Ориентальная область, Палеарктика и Неарктика, или Неарктика и Неотропика. Все Tephritinae, включая большинство видов, вызывающих галлообразование, связаны с травянистыми растениями, за исключением нескольких филогенетически новых форм, вторично питающиеся кустарниками и деревьями из семейства сложноцветные. Они развивались вместе и одновременно с травянистыми биомами. Жерихин (1994) предположил, что травянистые биомы сформировались с появлением травоядных копытных в Северной Америке в олигоцене и стали впоследствии широко распространены вместе с типичными растениями прерий, особенно в миоцене, когда несколько волн инвайдеров вошло в Азию через Берингов мост, а затем в Европу и Африку.
Однако некоторые биогеографические распределения пестрокрылок из подсемейства Tephritinae могут быть лучше объясняется гипотезой Североатлантического сухопутного моста (NALB). Обычно предполагалось, что NALB функционирует как коридор миграции растений (и животных) только в первой половине кайнозоя; по прошествии этого времени механизмы расселения и климатические условия стали бы ограничивающими факторами миграции через Атлантику. Кроме того, предполагалось что линии с евразийско-американским временем расхождения <30 млн лет, то есть моложе эоцена, не могли пройти через мост NALB через Северную Атлантику, но, скорее всего, перешли через Беринговое звено. Тем не менее закономерности распределения таксонов пестрокрылок предположительно с североатлантическим и беринговым путями распространения будут явно отличаться, и многие более древние таксоны Tephritinae образовались, более вероятно, под воздействием Североатлантического сухопутного моста. Недавно Denk et al. (2010) перечислил ряд косвенных палеоботанических доказательств активности NALB спустя много лет после эоцена, 8—10 или 4,9 млн лет назад (или даже раньше), что указывает на возможный поток генов через Северную Атлантику через Исландию в позднем миоцене.
Из верхнего миоцена Италии (Monte Castellaro) описан единственный ископаемый род подсемейства †Mioacinia (с одним единственным видом Mioacinia adriatica Gentilini et Korneyev 2006), возраст находки около 6 млн лет.

## Описание
Мелкие и средних размеров мухи с пятнистыми крыльями (около 5 мм). Наружные теменные щетинки на голове (vte) и волоски среднеспинки обычно белые, утолщённые; в ряду постоцеллярных щетинок (pocl) хотя бы 1—2 волоска белые, толще и длиннее остальных, 2 или 4 скутеллярные щетинки (sctl). Субкостальная жилка хорошо склеротизирована на всём протяжении, у вершины обычно оканчивается складкой. Она подходит к краю крыла под прямым или почти прямым углом.

## Биология
Пестрокрылки с широким спектром предпочтений в питании личинок: от сапрофагов под корой мёртвых деревьев или в стеблях, потребители тканей, плодов и семян растений из семейства Астровые (большинство Tephritinae), галлообразователи, преимущественно в цветках, стеблях и корневищах Asteraceae.
Афротропические и палеарктические члены трибы Tephrellini питаются на растениях из семейств Акантовые, Яснотковые, Вербеновые.
Для Axiothaumini растениями-хозяевами служат крестовниковые (Senecioneae).

## Классификация
Более 1800 видов и 200 родов, объединяемых в 11—12 триб. Большинство родов содержат по одному виду (монотипные), но часть родов достаточно крупные и включают более 100 видов каждый (Campiglossa — 187, Tephritis — 166, Trupanea — 217).
Молекулярно-генетический анализ подтвердил монофилию подсемейства Tephritinae.
Выделены высшие пестрокрылки «Higher Tephritinae» (трибы Dithrycini, Euarestini, Eutretini, Platensinini, Tephrellini и Tephritini) и низшие «Lower Tephritinae» (Acrotaeniini, Axiothaumini, Cecidocharini, Myopitini, Noeetini, Schistopterini, Xyphosiini) и отдельно Terelliini.
Молекулярный филогенетический анализ подсемейства Tephritinae, которое включает почти все цецидогенные виды семейства Tephritidae, позволил ревизовать состав несколько триб и групп родов и изменил их концепции, основанные только на морфологии и, таким образом, изменил гипотетические сценарии эволюции взаимоотношений муха/хозяин-растение и, в частности, индукции галла в различных филогенетических линиях.
В 2021 году было показано, что индукция галла возникает независимо внутри Myopitini (в двух линиях), Cecidocharini, группы родов Tomoplagia, Eurostini, Eutreta, группы родов Tephritis, Platensinini, группы родов Campiglossa и группы родов Sphenella независимо и более или менее синхронно из-за перехода к растениям-хозяевам с цветками меньших размеров и чувствительным к питанию личинок, вызывающим разрастание тканей. Возможно, это было результатом временной аридизации травянистых биомов Неарктического и Афротропического регионов в позднем миоцене или раннем плиоцене.
Tephritinae это крупнейшее подсемейство пестрокрылок, включающее 211 родов и 1859 видов:
- Acrotaeniini: 99 видов, 10 родов:

Acrotaenia, Acrotaeniacantha, Acrotaeniostola, Baryplegma, Caenoriata, Euarestopsis, Neotaracia, Polionota, Pseudopolionota, Tetreuaresta и Tomoplagia.
- Axiothaumini: 25 видов[13][14].
- Cecidocharini: 41 вид, 8 родов:

Cecidocharella, Cecidochares, Hetschkomyia, Neorhagoletis, Ostracocoelia, Procecidochares, Procecidocharoides и Pyrgotoides.
- Dithrycini: 103 вида, 12 родов:

Dithryca, Aciurina, Eurosta, Valentibulla, Liepana, Oedaspis, Oedoncus, Peronyma, Ptiloedaspis, Xenodorella, Hendrella и Placaciura.
- Eutretini: 96 видов, 16 родов:

Afreutreta, Cosmetothrix, Cryptotreta, Dictyotrypeta, Dracontomyia, Eutreta (подроды Eutreta, Metatephritis и Setosigena), Laksyetsa, Merzomyia, Paracantha, Polymorphomyia, Pseudeutreta, Rachiptera, Stenopa, Strobelia, Tarchonanthea и Xanthomyia.
- Myopitini: 132 вида, 11 родов:

Asimoneura, Eurasimona, Goedenia, Inuromaesa, Myopites, Myopitora, Neomyopites, Rhynencina, Spinicosta, Stamnophora и Urophora.
- Noeetini: 21 вид, 7 родов:

Acidogona, Ensina, Hypenidium, Jamesomyia, Noeeta, Paracanthella и Trigonochorium.
- Schistopterini: 60 видов, 11 родов:

Bactropota, Brachiopterna, Clematochaeta, Cordylopteryx, Eutretosoma, Heringomyia, Pararhabdochaeta, Rhabdochaeta, Rhochmopterum, Schistopterum и Tanzanimyia.
- Tephrellini: 178 видов, 40 родов:

Aciura, Afraciura, Bezzina (syn: Bezziella), Brachyaciura, Chipingomyia, Curticella, Dicheniotes, Dorycricus, Elaphromyia, Ghentia, Gymnaciura, Hyaloctoides, Katonaia, Malagaciura, Malaisinia, Manicomyia, Metasphenisca, Munroella, Namibiocesa, Ocnerioxyna, Oxyaciura, Paraciura, Paraspheniscoides, Paraspheniscus, Pediapelta, Perirhithrum, Platensina, Platomma, Pliomelaena, Psednometopum, Pseudafreutreta, Pterope, Sphaeniscus, Stephanotrypeta, Sundaresta, Tephraciura, Tephrelalis, Tephrella, Triandomelaena и Ypsilomena.
- Tephritini: 976 видов, 80 родов:

Acanthiophilus, Acronneus, Actinoptera, Allocraspeda, Antoxya, Axiothauma, Bevismyia, Brachydesis, Brachytrupanea, Campiglossa, Capitites, Celidosphenella, Collessomyia, Cooronga, Cryptophorellia, Dectodesis, Deroparia, Desmella, Dioxyna, Donara, Dyseuaresta, Elgonina, Euaresta, Euarestella, Euarestoides, Euryphalara, Euthauma, Freidbergia, Goniurellia, Gymnosagena, Heringina, Homoeothrix, Homoeotricha, Hyalopeza, Hyalotephritis (syn: Tephritites), Insizwa, Lamproxyna, Lamproxynella, Lethyna, Marriottella, Mastigolina, Mesoclanis, Migmella, Multireticula, Namwambina, Neosphaeniscus, Neotephritis, Oedosphenella, Orotava, Orthocanthoides, Oxyna, Oxyparna, Pangasella, Paraactinoptera, Parafreutreta, Parahyalopeza, Paraspathulina, Paratephritis, Peneparoxyna, Peratomixis, Phaeogramma, Pherothrinax, Plaumannimyia, Pseudoedaspis, Ptosanthus, Quasicooronga, Scedella, Soraida, Spathulina, Sphenella, Stelladesis, Tanaica, Telaletes, Tephritis, Tephritomyia, Tephritoresta, Tephrodesis, Trupanea, Trupanodesis, Trypanaresta и Xanthaciura.
- Terelliini: 104 вида, 6 родов:

Chaetorellia, Chaetostomella, Craspedoxantha, Neaspilota (подроды Footerellia, Neaspilota и Neorellia), Orellia и Terellia (подроды Cerajocera и Terellia).
- Xyphosiini: 29 видов, 5 родов:

Epochrinopsis, Gymnocarena, Icterica, Ictericodes и Xyphosia.
25 видов и 4 рода incertae sedis:
Acinia, Lilloaciura, Rhithrum и Tanaodema.
Другие роды:
Chejuparia, Mimosophira